# Harfleur
Harfleur là một xã trong vùng hành chính Normandie, thuộc tỉnh Seine-Maritime, quận Le Havre, tổng Gonfreville-l'Orcher. Tọa độ địa lý của xã là 49° 30' vĩ độ bắc, 01° 11' kinh độ đông. Harfleur nằm trên độ cao trung bình là 6 mét trên mực nước biển, có điểm thấp nhất là 0 mét và điểm cao nhất là 89 mét. Xã có diện tích 4,21 km², dân số vào thời điểm 1999 là 8517 người; mật độ dân số là 2023 người/km².

## Thông tin nhân khẩu
| 1962  | 1968  | 1975   | 1982  | 1990  | 1999  |
| ----- | ----- | ------ | ----- | ----- | ----- |
| 9.262 | 9.872 | 10 102 | 9.703 | 9.180 | 8.517 |

## Nhân vật nổi tiếng
- Vikash Dhorasoo, cầu thủ bóng đá
- David Auradou
- Grégory Anquetil, vận động viên bóng ném